# Eclipse Foundation
Eclipse Foundation là một tổ chức phi lợi nhuận độc lập hoạt động như một người quản lý của cộng đồng phát triển phần mềm nguồn mở Eclipse. Nó là một tổ chức được hỗ trợ bởi hơn 275 thành viên.Quỹ tập trung vào các dịch vụ chính như: quản lý tài sản trí tuệ (IP), phát triển hệ sinh thái, quy trình phát triển và cơ sở hạ tầng CNTT. Các thành viên của nó bao gồm các nhà lãnh đạo ngành công nghiệp đã xem nguồn mở như một yếu tố quyết định chính cho chiến lược kinh doanh.
Được tạo ra để cho phép một cộng đồng trung lập, cởi mở và minh bạch của nhà cung cấp được thiết lập xung quanh Dự án Eclipse ban đầu, Eclipse Foundation cấp một cộng đồng toàn cầu gồm các cá nhân và tổ chức với một môi trường trưởng thành, có thể mở rộng và tập trung về mặt thương mại để hợp tác và đổi mới. Mục đích đã nêu của nó là ươm mầm cả cộng đồng và "một hệ sinh thái các sản phẩm và dịch vụ bổ sung.
Eclipse Foundation được coi là một tổ chức nguồn mở "thế hệ thứ ba" và là nhà của Jakarta EE, và hơn 350 dự án nguồn mở khác, bao gồm các runtimes, công cụ, và frameworks cho một loạt các lĩnh vực công nghệ như Internet of Things (IoT), Automotive, Geospatial, Systems Engineering, và nhiều thứ khác. " Các dự án Eclipse nổi tiếng nhất là nền tảng Eclipse, một môi trường phát triển phần mềm đa ngôn ngữ và IDE".

## Lịch sử
Eclipse Project ban đầu được thành lập bởi IBM tháng 11/2001 và được hỗ trợ bởi một nhóm các nhà cung cấp phần mềm. Eclipse Project tiếp tục được sử dụng bởi hàng triệu nhà phát triển.
Năm 2004, Eclipse Foundation được thành lập để lãnh đạo và phát triển cộng đồng Eclipse. Nó được tạo ra để cho phép một cộng đồng trung lập, cởi mở và minh bạch của nhà cung cấp được thành lập xung quanh Eclipse.

## Sự kiện
Eclipse Foundation tổ chức ba loại sự kiện chính: Hội nghị, Demo Camps, và Eclipse Days.

### Hội nghị
Các hội nghị của Eclipse Foundation tổ chức các phiên kỹ thuật về các chủ đề hiện tại phù hợp với nhà phát triển Eclipse và các cộng đồng Eclipse Working Group, cũng như trình diễn các công cụ dựa trên Eclipse đang hoạt động.
Eclipse Foundation tổ chức hai hội nghị lớn mỗi năm.
- EclipseCon Europe là sự kiện chính tại châu Âu của Eclipse Foundation. Nó tạo cơ hội cho cộng đồng Eclipse châu Âu tìm hiểu, khám phá, chia sẻ và cộng tác về các ý tưởng và thông tin mới nhất về Eclipse và các công ty thành viên của nó.[5]
- EclipseCon France là sự kiện của Eclipse Foundation dành cho cộng đồng Eclipse tại Pháp cũng như toàn bộ Châu Âu. Người đóng góp, người tiếp nhận, người mở rộng, nhà cung cấp dịch vụ, người tiêu dùng, doanh nghiệp và tổ chức nghiên cứu tập hợp lại để chia sẻ chuyên môn và học hỏi lẫn nhau.[4]

### Demo Camps & Stammtisch
Eclipse DemoCamps là những sự kiện hợp tác. DemoCamps bao gồm các cuộc thảo luận và trình diễn kỹ thuật từ cộng đồng Eclipse  và giới thiệu công nghệ đang được xây dựng bởi cộng đồng Eclipse.

### Eclipse Days và Hackathons
Eclipse Days là những sự kiện kéo dài cả ngày tập trung vào Công nghệ Eclipse. Eclipse Days tạo điều kiện kết nối và tương tác trực tiếp trong Cộng đồng Eclipse.
Eclipse Hackathons là tập hợp các nhà phát triển để làm việc với các lỗi và các yêu cầu tính năng để tạo ra một bản vá cho các dự án. Các nhà phát triển chia thành các nhóm nhỏ do cá thành viên kỳ cựu của dự án dẫn đầu để hoàn thành bản vá.

### Các sự kiện của Eclipse Foundation năm 2018
Các sự kiện của Eclipse Foundation trong năm 2018 bao gồm:

#### EclipseCons
- EclipseCon France 2018 - Toulouse, Pháp
- EclipseCon Europe 2018 - Ludwigsburg, Đức

#### Demo Camps & Stammtisch
- DemoCamp Zurich
- DemoCamp Darmstadt
- Eclipse DemoCamp Eindhoven
- DemoCamp Bonn
- Eclipse Insight: Building Modeling Tools

#### Eclipse Days & Hackathons
- Capella Day Stuttgart 2018
- Eclipse Day
- SUMO User Conference
- Eclipse IoT Day Santa Clara
- Jakarta EE Stammtisch
- Eclipse Volttron Days
- Eclipse IoT Day Singapore 2018
- Eclipse IoT Day at EclipseCon Europe

#### Working Group Events
- FOSS4G NA 2018